# Huronok
A huronok vagy másképp vendatok vagy vjendatok (angol: wyandot, ill. wendat) észak-amerikai, hajdan nagyszámú indián néptörzs, az északi irokézek nyugati ágából, ahová nyelvileg is tartozik. Eredetileg a Huron- és Ontario-tó északi partján és Szt. Lőrinc-folyó mellékén laktak, egész a mai Montreálig.
A huron elnevezés feltehetőleg a franciáktól ered, ami faragatlan, durva fickót jelent. 

## Történetük
Az 1639-iki számlálás szerint még kb. 20 ezren voltak. Az ún. öt nemzettel (az északi irokézek keleti osztálya) folytatott háborúkban, illetve a fehérek által behurcolt járványos betegségek miatt erősen megfogytak.
Ősi területük a gyarmatosítók érkezésével francia befolyás alá került és a nyugatról szerzett prémeket a franciáknak adták el. 
A megmaradt nép tagjait később a francia hitterjesztők katolikus vallásra térítették.
Eleinte nyugat felé húzódtak a Huron-tó legkeletibb részén fekvő hazájukból, majd a Michigan- és a Huron-tó találkozási pontjánál egyik részük nyugat felé ment tovább, a Felső-tó irányába, másik részük dél felé, Detroit környékére vonult. Innen a történelmük már összefonódik az Egyesült Államok keleti részén élő indián népek sorsával, akiket az 1830-ban elfogadott „Kitelepítési törvény” értelmében, – kevés kivételtől eltekintve (ilyen volt például az irokézeké, akik maradhattak eredeti hazájukban) – a Mississippin túlra telepítettek át. 
A huronok maradéka a 19. század közepén több hullámban elindult nyugat felé, s először Kansasban telepedtek le, majd rákényszerítették őket, hogy itteni földjeiket is eladva 1867-ben Oklahomába költözzenek. 1885-ben itt már csak kétszázötven huron indiánt tartottak számon. 
1984-ben a Kanadában és Oklahomában magukat huronnak valló (alapvetően fél- és negyedvérű) indiánok száma 1767 fő volt.

## Kultúrájuk
A többi indián néphez hasonlóan, akik fémszerszámaikat, fémfegyvereiket a kereskedőktől szerezték be, a huronok is köveket pattintottak és csiszoltak, s így készítettek kést, vésőt, fúrót, nyílhegyet, kapát. Csonttűvel varrtak, ruháikat bőrből, prémekből készítették. Horgaikat is csontból csiszolták. Fűrészük nem lévén, a fatörzseket, amelyekből építkeztek, úgy vágták ki, hogy tűzzel körbeégették a tövüket - vizes állatbőrökkel körbecsavarva a tűz fölött, nehogy az egész fa leégjen, s aztán ledöntötték.
Sokféle betegséget az álmok magyarázatával igyekeztek gyógyítani. Meg voltak győződve arról, hogy az álom a tudat mélyén rejlő kívánságokat és törekvéseket fejezi ki, – bár a tudatalattinak a fogalmával nemigen lehettek tisztában. Azt tartották, hogy az elfojtott óhajok és kívánságok előbb-utóbb betegséget, szerencsétlenséget eredményeznek. Ennek alapján hitték, hogy a beteg, akinek teljesítik kívánságát, gyorsan felépül. 
Ha tehát a törzs valamely tagja megbetegedett, a többiek arra törekedtek hogy ha csak lehetséges, teljesítsék minden kívánságát. Ha ez lehetetlen volt, akkor más módon igyekeztek kielégíteni, s örömet szerezni neki, hogy eltereljék figyelmét a bajáról. 
Nyelvük és ősi szokásaik többnyire feledésbe merültek.